# Shawnee, Ohio
Shawnee är en ort (village) i Perry County i Ohio. Vid 2010 års folkräkning hade Shawnee 655 invånare.